# Kalinovka (district Chomoetovski)
Kalinovka (Калиновка) is een landelijke nederzetting (selo) in Rusland met 1262 inwoners (2010), gelegen in het district Chomoetovka van de oblast Koersk. Het dorp ligt op ongeveer elf kilometer ten oosten van de grens met Oekraïne en langs de M3-snelweg, een belangrijke verkeersader die Rusland met Oekraïne verbindt. De plaats ligt in het zuidwestelijk deel van het Centraal-Russisch Plateau. Kalinovka is de geboorteplaats van Nikita Chroesjtsjov.

## Chroesjtsjov
Tijdens zijn heerschappij als leider van de Sovjet-Unie, deed Chroesjtsjov in het dorp investeringen om het tot ontwikkeling te brengen. Zo liet hij er Chroesjtsjovka appartementen bouwen, verplaatste de (agrarisch) technische school uit Koersk naar Kalinovka, iets dat ongewoon was voor een plattelandsdorp in de Sovjet-Unie. Op het hoogtepunt studeerden er 1300 mensen, terwijl dit er anno 2014 ongeveer 300 waren. Ook liet Chroesjtsjov er een naar zijn idee ideale boerderij bouwen. In het dorp staat een monument ter ere van hem.

## Verkeer
Kalinovka ligt drie km van de federale autoweg M-3 (onderdeel van de E101). Chroesjtsjov liet de snelweg vanaf Moskou naar Kiev via zijn geboortedorp bouwen.

## Geboren
- Nikita Chroesjtsjov (1894–1971) - Secretaris-generaal van de Communistische Partij van de Sovjet-Unie (1953–1964)